# Borod
Borod település Németországban, Rajna-vidék-Pfalz tartományban. Lakosainak száma 526 fő (2023. december 31.).

## Panorámakép

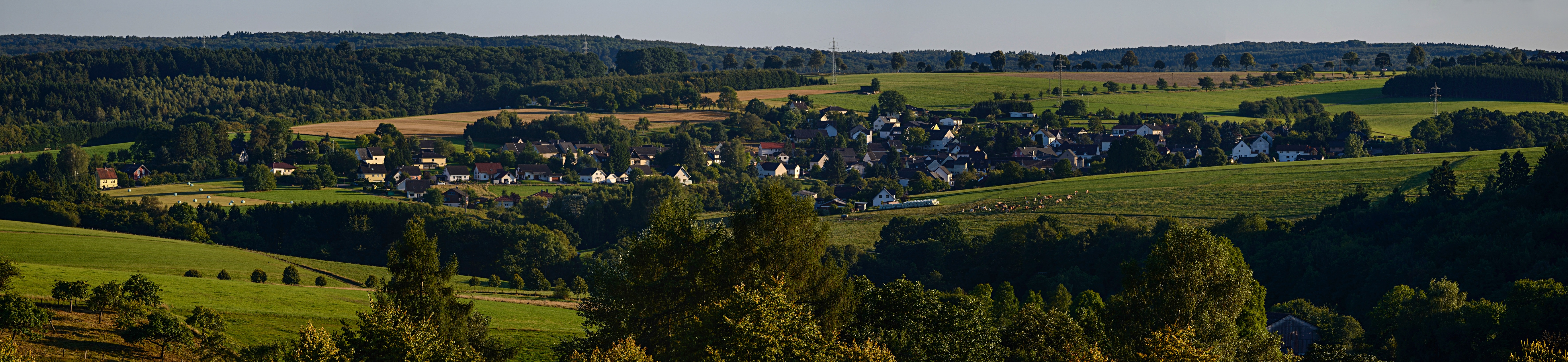
Borod és környéke

## Népesség
A település népességének változása:
| Lakosok száma | 393  | 527  | 511  | 497  | 511  | 526  |
|               | 1975 | 2017 | 2019 | 2021 | 2022 | 2023 |